# Састре, Карлос
Ка́рлос Са́стре Кандиль (исп. Carlos Sastre Candil; род. 22 апреля 1975, Мадрид) — бывший испанский профессиональный шоссейный велогонщик. Он был хорошим горовосходителем, благодаря чему много раз попадал в 10-ку лучших на Гранд Турах. В 2008 году Састре выиграл гонку Тур де Франс, кроме того на его счету ещё 5 подиумов супермногодневок. В сентябре 2011 года после неудачного сезона он объявил о завершении карьеры.